# Đurđenovac
Đurđenovac (njem. Georgshof an der Schleuse, mađ. Gyurdán ili Szusine Gyurgyenovác) je općina u Hrvatskoj. Nalazi se uz zapadnu granicu Osječko-baranjske županije, nedaleko Našica. Okružen je s 14 naselja, koja mu gravitiraju kao administrativnom i kulturnom središtu.

## Zemljopis
Đurđenovac se nalazi u Osječko-baranjskoj županiji, približno 60 km zapadno od Osijeka, sjeveroistočno od Krndije i istočno od gorskoga masiva Papuka. Točan zemljopisni položaj je: 45º 32' 38" sjeverne zemljopisne širine, 18º 3' 6" istočne zemljopisne dužine. Nalazi se u ravnici na 103 m nadmorske visine, a položajem pripada donjoj Podravini. Đurđenovac leži na kontaktu nizinskog dijela Slavonske Podravine i podgorja Papuka, što pripada reljefnim cjelinama virmskih terasa Drave te papučkog pobrđa i podgorja. Đurđenovac je ujedno i najveće i jedino urbano naselje općine, a zajedno s obodnim naseljima Sušine, Pribiševci, Gabrilovac, Ličko i Našičko Novo selo čini veću izgrađenu aglomeraciju. Navedena se naselja prostorno nastavljaju na izgrađeno područje naselja Đurđenovac duž postojećih prometnica, te je vidljiva tendencija stvaranja izgrađene cjeline.
Kroz Đurđenovac protječe kanalizirani i umjetno prošireni potok Bukovik koji izvire na Papuku. Lokalni nazivi za ovaj potok su Bukvik (hrv.) te Schleuse (njem.). Đurđenovac svojim položajem pripada slivnom području Karašica-Vučica, koje je dio vodnog područja sliva Drave i Dunava.
Premda u naselju Đurđenovac dominiraju sekundarne djelatnosti (drvna i kemijska industrija), u općini su najviše zastupljene primarne djelatnosti, poljoprivreda i ribarstvo. U okolici se Đurđenovca nalazi veliki ribnjak Grudnjak te nekolicina manjih.

Klimatološke prilike prema Köppenovoj klasifikaciji imaju oznaku umjerene tople vlažne klime (Cf). Srednja je godišnja temperatura zraka u razdoblju od 1956. do 1963. godine iznosila 10,3 °C, dok je u razdoblju od 1981. do 1988. godine iznosila 10,7°C.

## Stanovništvo
Prema popisu stanovništva iz 2011. godine, općina Đurđenovac imala je 6750 stanovnika, raspoređenih u 14 naselja:
- Beljevina – 717
- Bokšić – 433
- Bokšić Lug – 259
- Đurđenovac – 2944
- Gabrilovac – 63
- Klokočevci – 428
- Krčevina – 115
- Ličko Novo Selo – 96
- Lipine – 68
- Našičko Novo Selo – 344
- Pribiševci – 390
- Sušine – 278
- Šaptinovci – 543
- Teodorovac – 77

| broj stanovnika | 2639  | 2757  | 2586  | 3539  | 4062  | 5085  | 6124  | 7724  | 8825  | 10112 | 10744 | 9984  | 8653  | 9097  | 7946  | 6750  | 5332  |
|                 | 1857. | 1869. | 1880. | 1890. | 1900. | 1910. | 1921. | 1931. | 1948. | 1953. | 1961. | 1971. | 1981. | 1991. | 2001. | 2011. | 2021. |

| broj stanovnika |       |       |       | 508   | 562   | 1018  | 2081  | 1879  | 2380  | 2759  | 3285  | 3399  | 3236  | 3923  | 3472  | 2944  | 2318  |
|                 | 1857. | 1869. | 1880. | 1890. | 1900. | 1910. | 1921. | 1931. | 1948. | 1953. | 1961. | 1971. | 1981. | 1991. | 2001. | 2011. | 2021. |

Iskazuje se od 1890., i to do 1948. kao dio naselja, a od 1953. kao samostalno naselje.

#### Nacionalni sastav stanovništva
Prema popisu stanovništva iz 2011. godine, najzastupljenije skupine prema nacionalnoj pripadnosti čine:
- Hrvati (96,67 %)
- Srbi (1,90 %)
- Albanci (0,21 %)
- Slovaci (0,18 %)
- Makedonci (0,15 %)
- Nijemci (0,12 %)
- Bošnjaci (0,10 %)

(Ostale narodnosti pojedinačno ne prelaze prag od 0,1 %.)

#### Materinji jezik
Prema popisu stanovništva iz 2011. godine, najzastupljeniji materinji jezici u Đurđenovcu su:
- hrvatski (98,9 %)
- srpski (0,28 %)
- albanski (0,13 %)
- bosanski (0,13 %)
- makedonski (0,09 %)
- njemački (0,06 %)
- srpskohrvatski (0,04 %)

#### Vjerska pripadnost
- kršćani – katolici (92,25 %)
- kršćani – ostali (3,19 %)
- kršćani – pravoslavci (2,09 %)
- ateisti (1,17 %)
- ne izjašnjavaju se (0,70 %)
- kršćani – protestanti (0,24 %)[13]

## Uprava
- Načelnik: Hrvoje Topalović, dipl. iur. (HDZ)
- Zamjenica načelnika: Dragica Pavlić, dr. med. (HDZ)

Općinsko vijeće:
- Predsjednik – Tomislav Abičić, dipl. ing. (HDZ)
- Zamjenik predsjednika – Dalibor Maligec (HDZ)

## Povijest
Prvi povijesni spomen Đurđenovca datira iz 1680. godine u ispravi Popis naseljâ turske tvrđave Motičine, gdje se spominje pod nazivom Györgynovacz.
Od 1745. se u ispravama Virovitičke županije navodi kao založno dobro Gjurgjenovac.

Pravi razvoj Đurđenovca započinje u drugoj polovici 19. stoljeća, nakon što je 1866. bečki trgovac Joseph Pfeiffer u Đurđenovcu otvorio pilanu. Kasnije pilanu preuzima belgijska tvrtka "Marchetti-Lamarche". Kvalitetni je slavonski hrast brzo privukao ulagače, pa od 1886. pilana radi pod imenom "Neuschloß, Schmidt und Marchetti", skovanim prema prezimenima tadašnjih vlasnika.

Razvoj urbanoga naselja tekao je paralelno s razvojem đurđenovačkih industrijskih pogona. Za potrebe radnikâ i njihovih obitelji grade se činovnički i radnički stanovi, dom zdravlja, osnovna škola, dječji vrtić, javno kupalište s toplom vodom, brojni činovnički uredi, trgovine, gostionice, knjižnica i čitaonica, tvornica leda za hlađenje i održavanje pića i namirnica, konzumna zadruga, tržnica, kino-dvorana i ostali sadržaji. Na koncu 19. stoljeća i do 30-ih godina 20. stoljeća većinu stanovništa činili su Nijemci i Mađari.

Radnički dom s kazališnom dvoranom otvoren je 1921.

Dječje zabavište Hermanna pl. Rosenberga (danas Dječji vrtić "Jaglac") otvoreno je 1931. godine, što ga čini jednom od najstarijih predškolskih ustanova u Hrvatskoj.

Na početku Drugog svjetskog rata, nakon kapitulacije Kraljevine Jugoslavije, Nezavisna Država Hrvatska proglasila je sve đurđenovačke industrijske pogone od vitalne važnosti za novostvorenu državu. U Đurđenovcu je uvedena radna obveza i osnovana satnija za zaštitu tvornice i mjesta. Partizanima je 10. travnja 1944. uspjelo domoći se pilane i zapaliti ju. Srećom, glavni su pogonski strojevi ostali čitavi.

## Gospodarstvo
Današnje se gospodarstvo Đurđenovca temelji na nekadašnjem Drvno industrijskom kombinatu koji je djelovao od 1876. (prva pilana je radila od 1866.) sve do stečaja krajem 1990-ih. U sklopu nekadašnjega Kombinata danas djeluje nekoliko tvornica. Osim drvnoprerađivačke, zastupljena je i kemijska industrija te prehrambena industrija.
Krajem lipnja 2015. godine, stradao je u požaru jedan od pogona za proizvodnju namještaja, što je ostavilo više stotina ljudi bez posla te tako nanijelo značajnu štetu đurđenovačkoj industrijskoj proizvodnji.
60,8 % stanovništva zaposleno je u sektoru prerađivačke industrije. Drugi najzastupljeniji sektor djelatnosti je trgovina (13,1 %). Prema strukturi zaposlenih u sektoru prerađivačke industrije, najviše je zaposlenih u granama prozivodnja namještaja (67,3 %) te prerada i prozivodnja drva (17 %), a od ostalih grana ističu se prozivodnja strojeva i uređaja (10,6 %), prozivodnja hrane i pića (2,5 %), prozivodnja metala (2,4 %) te prozivodnja kemikalija i kemijskih proizvoda (1,2 %).

## Spomenici i znamenitosti
Uprava za zaštitu kulturne baštine Ministarstva kulture Republike Hrvatske zaštitila je sljedeća kulturna dobra i spomenike u Đurđenovcu:
- Radnička kolonija (planski građena rezidencijalna četvrt za radnike đurđenovačkih tvornica; stambeni blokovi su građeni u tzv. kolonama (nizovima) s ulicama koje se sijeku pod pravim kutom)
- Vila Neuschloß (reprezentativni primjer secesije iz 1909. godine; vilu okružuje prostrani perivoj engleskoga tipa)
- Činovnički dom (secesijska administrativna palača iz 1910. godine, danas vijećnica i upravno sjedište Općine)
- Vila Leimdörfer (secesijska vila iz 1925. godine s upečatljivim četverokutnim tornjem na zapadnom pročelju)
- Vila Schwertasek (secesijska vila iz 1925. godine)
- Dom kulture s kazališnom dvoranom (reprezentativna secesijska zgrada iz 1921.godine)
- Dječje zabavište (secesijska zgrada iz 1931., namjenski građena kao dječji vrtić, jedna od prvih takvih ustanova u Hrvatskoj i šire)
- Crvena vila  (kuća Fenrich-Kremer, izgrađena 1883., jedan od najranijih primjera stambenog Brickstein ekspresionizma na tlu Hrvatske i šire[20])
- Spomen-grobnica palim antifašističkim borcima (NOB spomenik na Središnjem đurđenovačkom groblju)
- Zgrada parne pilane s originalnim parnim strojem (zaštićeni spomenik industrijske baštine iz 1880. godine; parni je stroj prozivodio besplatnu struju za građane i za javnu rasvjetu, pa je Đurđenovac bio prvo mjesto u Slavoniji i drugo mjesto u Hrvatskoj koje je dobilo električnu struju)

Osim zaštićenih kulturnih i spomeničkih dobara, u gradu se nalazi i nekolicina drugih spomenika i znamenitosti:
- Parna lokomitiva Jung iz 1873., izložena uz šetnicu u Stepinčevoj ulici, popularno zvana Ćiro
- Crvena vila (Kuća Fenrich-Kremer) 1920-ih godina, južno pročelje.Spomenik poginulim borcima Domovinskoga rata (smješten na trgu dr. Franje Tuđmana)
- Crkva sv. Josipa Radnika iz 1938. (jednobrodna crkva s elementima neogotike; u crkvi se posebno ističu dva lateralna neogotička oltara izrezbarena iz hrastovine)
- Ribnjaci športskog ribolovnig društva "Đurđenovac" s uređenim izletištem

## Vjerski objekti
- Rimokatolička crkva Sv. Josipa, sjedište istoimene katoličke župe koja pripada našičkom dekanatu Požeške biskupije. Crkveni god (proštenje) ili kirvaj slavi se 19. ožujka.

- Evanđeoska pentekostna crkva Đurđenovac (pastor Oeystein Sandtorv)[21]

## Obrazovanje
1888. otvorena je prva (privatna) škola u Đurđenovcu.

Pučka škola otvorena je 1909., a Građanska škola 1925. Do 1965. godine u Đurđenovcu djeluju dvije osnovne škole, Osnovna škola Moše Pijade te Osnovna škola "J. Marinković – Ivo".
Danas u Đurđenovcu djeluju:

- Osnovna škola Josipa Jurja Strossmayera Đurđenovac (sa 6 područnih osnovnih škola),[6]
- Srednja škola Josipa Kozarca Đurđenovac,
- Dječji vrtić "Jaglac" Đurđenovac.

## Kultura
Kompleks tvorničkih zgrada u Đurđenovcu zaštićeni su objekti industrijske arhitekture.
U mjestu djeluje Hrvatska knjižnica i čitaonica Đurđenovac. Posjeduje oko 15000 knjiga i ima tristotinjak članova, otvorena je za sve – od djece vrtićkog uzrasta do umirovljenika. Posjeduje prilično dobru referentnu zbirku i raznoliku građu.
Ostatci radničkih kolonija (Radnička ulica, Taninska četvrt) zaštićeni su spomenici industrijske arhitekture.
Do 1954. povremeno je izlazio tvornički list "Glasnik", a od 1956. do 1966. "Drvodjelac", potom sve do 1987. "Bilten" kada ponovno počinje izlaziti "Drvodjelac". Glasilo je potpuno ugašeno 1990. Od 2003. povremeno izlazi "Đurđenovački vijesnik".
Neki od značajnijih lokalnih nositelja kulture i organizatora kulturnih zbivanja su:
- Gradska glazba Đurđenovac
- Hrvatska knjižnica i čitaonica Đurđenovac
- KUD Đurđenovac
- Kulturna udruga "Josip Kozarac"
- Udruga mladih "Hools" Đurđenovac
- Društvo "Naša djeca" Đurđenovac
- Udruga "Hrvatska žena" N. Novo Selo – Đurđenovac
- Liga protiv raka "Mimoza" – Đurđenovac

## Poznate osobe
- Helena Buljan, hrvatska kazališna, televizijska i filmska glumica
- Ferdinand Meder, povjesničar umjetnosti, ravnatelj Hrvatskog restauratorskog zavoda
- Ljiljana Marks, hrvatska folkloristica
- Hrvoje Nekić, saborski zastupnik (SDP), 2013. – 2015.
- Hermann Rosenberg von Gjurgjenovac, mecena, utemeljitelj jedne od prvih ustanova predškolskog odgoja (Dječje zabavište Hermanna pl. Rosenberga u Đurđenovcu)
- Krešimir Zimonić, umjetnik, karikaturist, animator i crtač stripova
- Zvonko Šarčević, slikar i pisac,  pohađao je osnovnu školu u Đurđenovcu
- Ivan Švertasek, slikar i keramičar
- Ignaz Adler, izumitelj pročišćivača vode za električna grijala[24]
- Mile Nekić, akademski slikar, rođen u Tompojevcima, djetinjstvo provodi u Đurđenovcu;
- Drago Takač, slikar naivac, živi i radi u Đurđenovcu

## Šport
U Đurđenovcu u sklopu Športsko-rekreacijskog centra (ŠRC) postoje sljedeći športski objekti: dva nogometna igrališta, košarkaško, rukometno i tenisko igralište, boćalište te kuglana. Osim športskih objekata u sklopu kompleksa ŠRC-a,  u Đurđenovcu postoje još dva malonogometna terena, rukometno i košarkaško igralište, streljana te športska dvorana. Od ostalih rekreacijskih objekata, u gradu postoji nekoliko teretana i poligon za vježbanje na otvorenom ("Street work-out park"), te ribnjaci za športski ribolov.
Neke od tradicionalnih lokalnih športskih manifestacija uključuju:
- Radničke športske igre[25]
- "Đurđenovačke ulice", humanitarni malonogometni turnir[26]
- Šahovski turnir "Josipovo", povodom Dana općine[27]
- Memorijalni nogometni turnir povodom Dana pobjede i domovinske zahvalnosti[28]
- Šaranski kup, turnir u športskom ribolovu[29]

Nositelji športa u Đurđenovcu su športske udruge i klubovi:
- Nogometni klub Đurđenovac
- Rukometni klub Đurđenovac
- Kuglački klub Đurđenovac
- Malonogometni klub "Antitalenti"
- Malonogometni klub "Pascuum" Đurđenovac
- Šahovski klub
- Športsko ribolovno društvo Đurđenovac
- Streljački klub Đurđenovac
- Teniski klub Đurđenovac
- Planinarsko društvo "Sunovrat", Đurđenovac

## Udruge
- Udruga hrvatskih branitelja Domovinskog rata Đurđenovac
- Udruga hrvatskih vojnih invalida Domovinskog rata Đurđenovac
- Vatrogasna zajednica Općine Đurđenovac
- Dobrovoljno vatrogasno društvo Đurđenovac 1922.
- Udruga "Toni" Đurđenovac – podrška djeci i obiteljima oboljelih od malignih bolesti
- Matica umirovljenika Hrvatske – Općinska udruga Đurđenovac
- Lovačko društvo "Kuna" Đurđenovac
- Udruga "Znanje i razvoj" Đurđenovac

## Vanjske poveznice
- Službene stanice Općine Đurđenovac
- Portal Đurđenovca djurdjenovac.com  Arhivirana inačica izvorne stranice od 30. lipnja 2012. (Wayback Machine)
- Osnovna škola "J.J. Strossmayera" Đurđenovac  Arhivirana inačica izvorne stranice od 17. srpnja 2014. (Wayback Machine)
- Srednja škola "Josip Kozarac" Đurđenovac  Arhivirana inačica izvorne stranice od 1. srpnja 2012. (Wayback Machine)